# 水深村
水深村（みずふかむら）は埼玉県の北東部、北埼玉郡に属していた村。

## 地理
- 河川：青毛堀川、五ヶ村落

## 歴史

### 村名の由来
『加須市の地名』23頁では、この地が昔から水の深い湿地帯であったことが由来であると推測している。

### 年表
- 1879年（明治12年） - 小浜村が南小浜村に改称する[2]。
- 1889年（明治22年）4月1日 - 町村制施行により、水深村、北辻村、今鉾村、割目村、油井ヶ島村、常泉村、南小浜村、下高柳村、船越村、大室村が合併し北埼玉郡水深村が成立する[3]。
- 1923年（大正12年）9月1日 - 関東大震災により村内14戸が全壊[4]。
- 1924年度（大正13年度） - 村役場移転[1]。
- 1954年（昭和29年）5月3日 - 加須町、不動岡町、三俣村、礼羽村、大桑村、樋遣川村、志多見村と合併し加須市となる[5]。

## 村長
| 代 | 氏名       | 就任年月日                | 退任年月日                 | 備考       |
| -- | ---------- | ------------------------- | -------------------------- | ---------- |
| 1  | 石井参四郎 | 1889年（明治22年）5月17日 | 1893年（明治26年）5月16日  | 町村制施行 |
| 2  | 増田覚三郎 | 1893年（明治26年）5月29日 | 1897年（明治30年）5月28日  |            |
| 3  | 新井門之助 | 1897年（明治30年）5月29日 | 1901年（明治34年）5月28日  |            |
| 4  | 田村盛吉   | 1901年（明治34年）5月29日 | 1905年（明治38年）5月28日  |            |
| 5  | 大熊与兵衛 | 1905年（明治38年）6月3日  | 1909年（明治42年）6月2日   |            |
| 6  | 角田美之輔 | 1909年（明治42年）6月8日  | 1913年（大正2年）6月7日    |            |
| 7  | 田島耕作   | 1913年（大正2年）6月11日  | 1921年（大正10年）6月18日  |            |
| 8  | 神田寿三郎 | 1921年（大正10年）6月28日 | 1930年（昭和5年）6月12日   |            |
| 9  | 新井理一   | 1930年（昭和5年）9月5日   | 1934年（昭和9年）9月4日    |            |
| 10 | 堀越正一   | 1934年（昭和9年）9月5日   | 1945年（昭和20年）12月31日 |            |
| 11 | 神田一郎   | 1946年（昭和21年）1月12日 | 1954年（昭和29年）5月2日   | 水深村廃止 |

## 人口
1880年前後（明治10年代）の数値は、町村制施行後に水深村となる10村の合計値である。
| 年月                     | 世帯数 | 人口    | 人口密度  | 出典     |
| ------------------------ | ------ | ------- | --------- | -------- |
| 1880年前後（明治10年代） | 684戸  | 4,245人 |           | [ 7 ]    |
| 1896年（明治29年）12月   |        | 4,816人 | 495人/km2 | 本籍人口 |
| 1920年（大正09年）10月   | 706戸  | 4,171人 | 429人/km2 | 国勢調査 |
| 1925年（大正14年）10月   | 702戸  | 4,094人 | 421人/km2 | 国勢調査 |
| 1930年（昭和05年）10月   | 702戸  | 3,996人 | 411人/km2 | 国勢調査 |
| 1935年（昭和10年）10月   | 697戸  | 4,034人 | 415人/km2 | 国勢調査 |
| 1940年（昭和15年）10月   | 690戸  | 4,038人 | 415人/km2 | 国勢調査 |
| 1947年（昭和22年）10月   |        | 4,797人 | 493人/km2 | 国勢調査 |
| 1950年（昭和25年）10月   | 742戸  | 4,742人 | 488人/km2 | 国勢調査 |

## 地名
- 大字水深
- 大字常泉
- 大字下高柳
  - 『加須市の地名』27頁では、鎌倉時代にこの地に住んだ高柳氏が地名の由来と推測している。
- 大字油井ヶ島
  - 鎌倉の由比ヶ浜が地名の由来と言われている[9]。
- 大字南小浜
- 大字船越
- 大字北辻
- 大字今鉾
- 大字割目
- 大字大室
  - 古くは船越よりも標高が高く、『加須市の地名』28頁では、船越の洪水時の避難地として大きな「室」と呼ばれるいわやの宿があったことから、地名が名付けられたと推測している。
  - 村役場があった船越前という小字の名前について、『加須市の地名』28頁では、船越と接していることから名付けられたと推測している。

## 産業
主な産業は農業であった。田の面積は、北埼玉郡内では太田村に次いで2番目の大きさであった。1950年時点では、農業戸数は641戸、そのうち専業農家は403戸であった。

## 寺社
- 神宮寺[12]
- 円福寺[12]
- 如体寺
- 龍宮寺[12]
- 熊野社[13]
- 八坂社